# Krysztopiwka (przystanek kolejowy w obwodzie chmielnickim)
Krysztopiwka (ukr. Криштопівка) – przystanek kolejowy w miejscowości Krysztopiwka, w rejonie chmielnickim, w obwodzie chmielnickim, na Ukrainie. Położony jest na linii Odessa – Lwów.